# Kitt Peak National Observatory

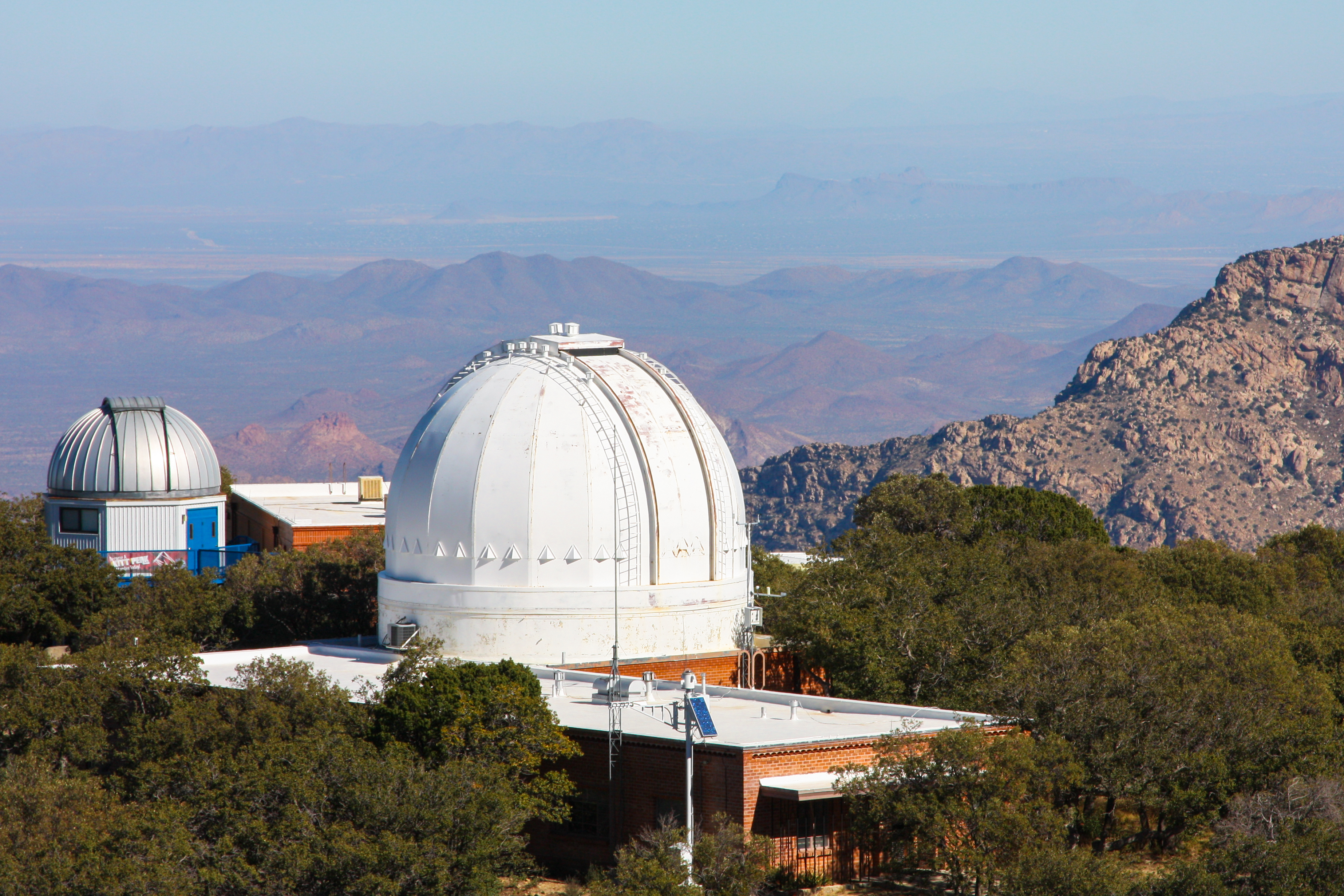
Twee kleinere telescopen.

Het Kitt Peak National Observatory (KPNO) is een observatorium op de 2096 meter hoge Kitt Peak in de Quinlan Mountains. Dat gebergte ligt op het grondgebied van de Tohono O'odham-indianen in de Sonorawoestijn in de Amerikaanse staat Arizona, 88 kilometer ten zuidwesten van Tucson. Het KPNO is met 24 optische en twee radiotelescopen het grootste en meest diverse astronomische observatorium in de wereld. Het staat onder het beheer van de National Optical Astronomy Observatory (NOAO).
De sterrenwacht is dagelijks open voor bezoekers.

## Geschiedenis
De bergtop Kitt Peak werd in 1958 door Aden B. Meinel, de eerste directeur van het KPNO, geselecteerd als de plaats waar een nieuw nationaal observatorium gebouwd zou worden, onder een contract met de National Science Foundation en onder het beheer van de Association of Universities for Research in Astronomy. Het land werd via een eeuwigdurend akkoord van de Tohono O'odham-indianen geleased. Meinel werd opgevolgd door Nicholas U. Mayall, die van 1960 tot 1971 diende. In 1982 werd de NOAO opgericht om het beheer van drie optische observatoria te consolideren: Kitt Peak, de National Solar Observatory-telescopen op Kitt Peak en Sacramento Peak, en het Cerro Tololo Inter-American Observatory in het noorden van Chili.
Kitt Peak staat erom bekend de eerste telescoop gehad te hebben die gebruikt werd om naar aardscheerders te speuren.
In 2005 verzette de inheemse bevolking zich tegen de constructie van gammastralingsdetectoren net onder de bergtop, op een heilige plek voor de Tohono O'odham.

## Telescopen
De hoofdinstrumenten zijn de Mayall 4 meter-telescoop, de WIYN 3,5 meter-telescoop en verschillende kleinere spiegeltelescopen. De McMath-Pierce-zonnespiegeltelescoop is de grootste zonnetelescoop ter wereld. Daarnaast is er onder andere de ARO 12 meter-radiotelescoop en een 25 meter antenne van het Very Long Baseline Array.